# 코코스판
코코스판(Cocos Plate)은 중앙아메리카의 동해안 태평양 아래에 있는 젊은 해양판으로, 이름은 코코섬에서 따 왔다.

## 역사
북아메리카판으로 가라앉고 있던 패럴론판은, 점차 해령마다 북아메리카판으로 가라앉고, 외관상 복수의 판으로 분열되고 있었다. 3천만 년 전에는 고르다판(Gorda Plate)과 코코판으로 분열하고, 코코스판도 코코스 해령(갈라파고스 열점)의 활동이 시작되어 남측이 나스카판으로 분리되었다. 현재는 고르다판의 대부분은 가라앉아 버려서 후안데푸카판이라 불리고 있다. 또, 코코스판의 북부가 리베라판으로 분리되었다.
코코스판도 대부분이 가라앉고 있어서, 수천만 년 뒤에는 완전히 북아메리카판의 아래로 가라앉을 것이라고 생각되고 있다.

## 주변 판과의 관계
중앙아메리카의 멕시코 남부에서부터 코스타리카에 걸친 태평양 연안에서는, 코코스판이 태평양 판으로 가라앉고 있어서 중앙아메리카 해구를 형성하고 있다.
파나마ㆍ코스타리카 국경지대의 바다로부터 갈라파고스 제도까지, 또 갈라파고스 제도로부터 서경 105도 부근까지 정서쪽으로, 각각 직선으로 해령이나 변환 단층이 이어져 있다. 이들을 아울러 코코스 해령이라고 부르며, 코코스판과 나스카 판이 서로 남북 방향으로 조금씩 넓어지고 있다.
서경 105도, 북위 2도 부근에서 북쪽을 향해서도 해령이 이어져 있다. 이것은 동태평양 해령으로, 태평양판과의 경계이다.
캘리포니아만의 만 입구 부근에서는 리베라 판이라고 하는 작은 판이 있는데, 이것은 극히 좁은 부분에서 코코스 판과 충동하고 있다. 또, 서경 105도, 북위 2도 부근에서는 갈라파고스 미판이라고 하는 대단히 작은 판이 있는데, 이것도 코코스 판과 접하고 있다.

## 같이 보기
- 판